# Sierosławice (województwo świętokrzyskie)
Sierosławice – wieś sołecka w Polsce, położona w woj. świętokrzyskim, w pow. koneckim, w gminie Końskie.
W skład sołectwa Sierosławice wchodzi także wieś Nowe Sierosławice.
| SIMC    | Nazwa      | Rodzaj    |
| ------- | ---------- | --------- |
| 1017511 | Grudzka    | część wsi |
| 0244185 | Klin       | część wsi |
| 1017570 | Laskówka   | część wsi |
| 1017706 | Podkazanów | część wsi |
| 1017758 | Stoczek    | część wsi |
| 0244216 | Ukraina    | część wsi |
| 0244191 | Zarośla    | część wsi |
| 0244200 | Za Wiśniną | część wsi |

Przez wieś przechodzi  czerwony szlak rowerowy do Sielpii Wielkiej.
Wierni kościoła rzymskokatolickiego należą do parafii Zwiastowania Najświętszej Maryi Panny w Nowym Kazanowie.

## Historia
W połowie XV wieku, wieś stanowiła własność Mikołaja Litwosza herbu Grzymała, według Długosza istniejący tu folwark rycerski oddawał dziesięcinę plebanii w Końskich. W roku 1577 łany kmiece posiadał tu Stanisław Modliszewski .

W drugiej połowie XVI wieku prywatna wieś szlachecka w powiecie opoczyńskim województwa sandomierskiego. Od XVII do pierwszej połowy XX wieku wieś wchodziała w skład klucza Modliszewickiego oraz dóbr Końskie Wielkie. W latach 1975–1998 miejscowość położona była w województwie kieleckim.